# Vasco da Gama (Goa)
Pour les articles homonymes, voir Vasco da Gama et Gama.
Vasco da Gama (konkanî/marathi : वास्को) est une ville de l'Inde, située dans l'État de Goa, plus précisément dans le district de Goa Sud, où elle est le chef-lieu de la Taluka de Mormugao. Elle est la ville la plus peuplée de l'état.

## Habitants
Les habitants de la ville de Goa sont les Goans

## Géographie
La ville se trouve sur les bords de la mer d'Arabie au Sud de l'embouchure du fleuve Zouari, à environ 20 km eu Sud de Panaji, la capitale de l'État.

## Économie
Vasco da Gama bénéficie des retombées économiques de l'Aéroport international de Goa située à 5 km au Sud-Est de la ville, dans le village de Dabolim.

## Histoire
La ville de Vasco da Gama a été fondée en 1543 et reste portugaise jusqu'en 1961, date à laquelle Goa a été intégré à l'Union indienne.

## Éducation
La ville accueille la Société éducative de Mormugao - Faculté des arts et du commerce (en anglais: MES College of Arts and Commerce), une institution affiliée à l'Université de Goa. Il possède un campus de l'Institut Birla de technologie et de science, Pilani, une institution privée accréditée en tant qu'université.